# مسابقه آواز یوروویژن ۲۰۱۵
یوروویژن ۲۰۱۵ شصتمین دوره مسابقه آواز یوروویژن بود که در وین, اتریش, برگزار شد. علت برگزاری آن برنده شدن ترانه برخیز چو ققنوس از کنچیتا وورست در مسابقه آواز یوروویژن ۲۰۱۴ بود که به نمایندگی از اتریش شرکت کرده بود. آرا هر کشور به صورت ۵۰٪ هیئت و ۵۰ آرای مردم بود و مانس زلمرلو با ترانه "قهرمانان" برنده شد که این ششمین برد سوئد است.